# Meszlényi Antal
Meszlényi (1914-ig Germ) Antal (Tótszentmárton, Zala vármegye., 1894. ápr. 16. – Székesfehérvár, 1984. jún. 25.) kanonok, az esztergomi főszékesegyházi káptalan nagyprépostja, egyháztörténész. A középiskoláit Székesfehérváron és Egerben végezte. 1913-ban belépett a ciszterci rendbe,  1916-18: a budapesti egyetem bölcsész karán tanult.
1921-ben magyar-történelem szakos tanári oklevelet szerzett. Esztergomi egyházmegyés lett. 1921. VI. 19: Esztergomban pappá szentelték. 1921-29: hittanár Budapesten, 1925-től a Szt. Margit Leánygimnáziumban. 1928-tól a budapesti egyetem egyháztörténelem magántanára. 1929/30-as akadémiai évben Rómában ösztöndíjas.